# 俄国使馆旧址

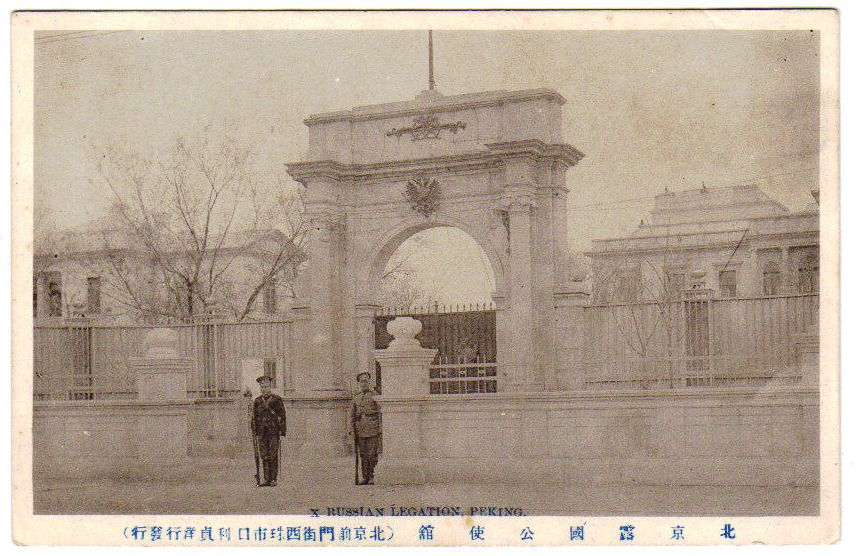
1910年代东交民巷的俄国使馆

俄国使馆旧址，位于今北京市东城区东交民巷27号（中华人民共和国最高人民法院），先后是俄罗斯帝国及苏联驻华使馆旧址，现已无存。
俄国使馆旧址以西为俄国兵营旧址，位于今东交民巷29-35号。遗留至今的部分建筑以“原俄国使馆武官处”之名被列为北京市东城区普查登记文物。

## 简介
1689年起，根据《尼布楚条约》，俄罗斯帝国要求派神父和学生来北京学习。1684年，清廷将北京东江米巷（今东交民巷）南会同馆改为俄罗斯馆，供俄罗斯帝国的商人、神父、学生居住。雍正五年（1727年），中俄签订《恰克图界约》，其中第五条准许东正教在北京东江米巷的俄罗斯馆建教堂：“在京之俄馆，嗣后仅止来京之俄人居住。俄使请造庙宇，中国办理俄事大臣等帮助于俄馆盖庙，现在驻京喇嘛一人，复议补遣三人，于此庙居住，俄人照伊规矩，礼佛念经，不得阻止。”（此条中的“喇嘛”指东正教神父，“庙”指东正教堂。）按照该条规定，雍正十年（1732年），在东江米巷的俄罗斯馆创建了一座“罗刹庙”（即东正教堂），称为奉献节教堂（圣玛利亚教堂），人称“南馆”（以与“北馆”区别）。奉献节教堂建成后，东正教北京传道团随之从东直门内北官厅一带的胡家圈胡同的罗刹庙（北馆）迁入东江米巷（东交民巷）的南馆。
第二次鸦片战争后，俄国援引1860年中俄《北京条约》有关条款，于1861年直接由俄国政府外交部派公使进驻北京，无须再以东正教北京传道团充任公使之职能，并且将东正教北京传道团划归俄罗斯东正教最高宗务会议直接领导，并将东正教北京传道团所驻的东江米巷南馆改成了俄国驻华公使馆，令东正教北京传道团迁回北馆居住。从1861年到1889年，东正教北京传道团管辖的机构，包括圣索菲亚教堂（北馆），奉献节教堂（南馆），以及安定门外东安定村的圣伊尔库茨基·英诺肯提乙教堂。同时还辅有修道院，以及教会办的男女学校等。
1861年原南馆改建为俄国驻华公使馆后，原有建筑除奉献节教堂以外，全部拆除。俄国公使馆与英国公使馆相邻，在《辛丑条约》签订后，两国公使馆面积都有所扩大，平分了由东交民巷、东长安街、西河沿、户部街围合的街区。俄国公使馆圈占了原鸿胪寺南半部分及原钦天监，俄国兵营占据了原太医院，练兵场占据了原礼部和工部的一部分。1917年以前，俄国都从圣彼得堡大学东方语言学院教师中以及传教士中选拔俄国驻华公使馆人员。
1924年，中华民国（北洋政府）同苏联正式建交后，原俄国驻华公使馆改为苏联驻华公使馆，原俄国兵营的一部分仍交由苏联驻华公使馆使用，苏联驻华公使馆也成为中国共产党、中国国民党在北京开展活动的场所，两党在北京的领导人李大钊曾和家人居住在苏联驻华公使馆内的原俄国兵营里。1927年，奉系张作霖策动北京军警突袭苏联驻华公使馆，逮捕了李大钊。4月28日，李大钊被处决。
1928年北伐战争结束后，苏联驻华公使馆也随之迁往首都南京，在东交民巷仅留下一个武官留守处。1949年北平和平解放后，中国人民解放军开入北平城，在列队通过东交民巷时，其他国家使领馆均关闭大门，仅有苏联外交人员热烈欢迎。此后由于中苏友好关系，1950年1月中国人民解放军北京市军事管制委员会宣布征用东交民巷外国兵营时，仅宣布征用美国、英国、法国、荷兰四国兵营，并未征用原俄国兵营，也未在苏联代理处外张贴布告。1950年7月，苏联将原俄国兵营正式交还中方，苏联驻华大使馆外交人员仍在原处居住、办公，改由苏联向中国租用。1950年代，苏联驻华大使馆新馆（位于原北馆处）建成后，苏联驻华大使馆正式从东交民巷迁出。后来，在东交民巷原俄国使馆旧址上，建设了最高人民法院办公大楼，奉献节教堂也在1992年被拆除。原俄国使馆旧址已无任何遗迹。

## 建筑

### 俄国使馆旧址
俄国使馆旧址位于东交民巷27号，现为最高人民法院第一办公区。俄国使馆旧址已无存。
2000年代，在文物部门建议下，最高人民法院依照历史上俄国使馆的建筑形制和风格，在东交民巷北侧建设了沿街建筑。这些沿街建筑新建完成后，基本恢复了东交民巷该路段的统一风貌。其中在今最高人民法院大门以东和以西，按照原俄国使馆大门的原貌分别复建了一座大门，作为点景之用。今最高人民法院大门和原俄国使馆建筑则没有任何关系。

### 俄国兵营旧址
俄国兵营旧址位于今东交民巷29号及35号。今东交民巷29号原为甲29号、29号、甲31号、31号、35号（部分），其中旧门牌的东交民巷29号曾经是中华人民共和国外交部的信使队等部门的集体宿舍。2011年，东交民巷甲29号、29号、甲31号、31号、35号（部分）拆迁新建，成为新的东交民巷29号。2012年，旧门牌的东交民巷29号、31号、甲31号作为“原俄国使馆武官处”被列为北京市东城区普查登记文物。2014年，对新的东交民巷29号中的历史建筑即“原俄国使馆武官处”的修缮基本完成。新的东交民巷29号隶属北京市人民政府宽沟招待所。 今东交民巷35号为中国人民武装警察部队北京市总队第十支队，正门开在新大陆东侧，挂“东交民巷35号”门牌。